# Kazushito Manabe
Pour les articles homonymes, voir Manabe.
Kazushito Manabe (真鍋 和人, Manabe Kazushito), né le 12 octobre 1958, est un haltérophile japonais.
Il remporte une médaille de bronze olympique en 1984 à Los Angeles en moins de 52 kg ainsi que deux autres médailles de bronze aux Championnats du monde d'haltérophilie de 1981 et de 1984. Il décroche aussi une médaille d'or en 1982 et une médaille d'argent en 1986 lors des Jeux asiatiques.